# Mistonocivo
I Mistonocivo sono un gruppo musicale italiano rock nato a Vicenza nel 1994 e formato da Cristiano Cortellazzo (voce, testi), Paolo D'Ambrosio (tastiere, samples-programming), Federico Ceccato (basso).

## Storia

### Gli esordi (1994-1998)
I Mistonocivo nascono a Vicenza nel 1994, la prima band è formata da Cristiano Cortelazzo (voce), Massimo Zagnoni (chitarra), Davide Pezzin (basso), Davide Devito (batteria) e Paolo D'Ambrosio (tastiere, samples-programming).
Nel dicembre del 1996 pubblicano il loro primo cd autoprodotto. Risalgono a questo periodo alcune performance con Afterhours (00Fest), con Mao e Madaski (Sgnarock), al Link di Bologna e al Festival Europeo della Musica di Annécy.

### Virus, l'incontro con Corrado Rustici. (1999-2002)
Nel 1999 vengono contattati dalla neonata etichetta californiana Fload di Pier Forlani e Corrado Rustici. Nel gennaio del 2000, al Fantasy Studio di San Francisco, iniziano le registrazioni di quello che diventerà il secondo album della band, completato l'anno successivo in poco più di un mese; nasce così Virus, primo album ufficiale dei Mistonocivo con l'etichetta americana Flood Records, distribuita dalla Virgin. L'uscita è anticipata da un singolo, Blackout. Ottengono gli opening act ai concerti italiani di Lenny Kravitz (2002) e Audioslave (2003).
Nel 2002 esce il video Blackout a cui partecipa Claire Forlani, diretto da Stefano Salvati e mandato in onda su MTV e ALL MUSIC.

### Edgar(2004)
Nel 2003 subentra un nuovo chitarrista: Alberto De Rossi al posto di Massimo Zagnoni.
Nel marzo del 2004 la band presenta il nuovo album Edgar curato dagli stessi Mistonocivo con l'aiuto di Enrique Gonzales Muller. Il disco è prodotto della nuova etichetta Arte Nativa di proprietà Barley Arts. Nel brano In una foto Cristiano duetta con L'Aura.
Nel marzo dello stesso anno il gruppo parte per un tour in supporto ad Audioslave, Korn, Limp Bizkit.

### Unplugged 139(2005)
Nel 2005 la band lavora ad una versione acustica del proprio repertorio, Unplugged 139, registrato a Milano (Casa 139) composto da 8 brani. Gli arrangiamenti sono di Paolo D'Ambrosio, il missaggio e il mastering sono stati realizzati al Larione studio di Firenze con il contributo di Benedict Frassinelli. L'album contiene inoltre un video completo del concerto.
Nel 2005 la band sostituisce il bassista D. Pezzin; a breve  arriverà il giovane talentuoso Federico Ceccato, proveniente dai Desmodronica, una band del vicentino.

### ZeroUgualeInfinito(2006-2009)
Nel 2006 i Mistonocivo si rinnovano completamente. Escono dal gruppo Davide Devito (batteria) e Alberto De Rossi (chitarra) ai quali subentrano Alessandro Lupatin alla batteria, e Massimiliano Vitale alla chitarra.
Dal 2007 il gruppo lavora ad un nuovo progetto sperimentale, che scaturisce ad aprile 2009 nella pubblicazione del cd ZeroUgualeInfinito, su etichetta Ostile Records Company di Alain Pagani, distribuito sul territorio nazionale da Halidon Srl, missato con Benedict Frassinelli e annunciato in anteprima promozionale con il video Cash. Gli arrangiamenti di Paolo D'Ambrosio anche con le interpretazioni di Peter Soave al bandoneón e di Alberto De Meis al violino.
A fine anno è uscito il singolo Serpe con un videoclip di Davide Enrico Agosta, regista anche di Cash e dei video di Unplugged 139.

### Superego(2016-2017)
Dopo diversi anni di silenzio a Ottobre 2016 la band pubblica sul canale ufficiale il videoclip del singolo "Arpa" annunciando l'uscita di un nuovo album. A Gennaio 2017 esce il quinto album di inediti, completamente autoprodotto e pubblicato con l'etichetta veronese Vrec, marchio dell'agenzia Davvero Comunicazione David Bonato, che pubblica e distribuisce "Superego". Il disco composto da dieci nuove tracce vede la svolta nel sound della band ora fortemente influenzato dall'elettronica e dalla sperimentazione. L'artwork del disco è realizzato dall'artista Lamberto Teotino, le foto dal maestro Michele Piazza, autore anche dei video relativi all'album.

## Formazione

### Formazione attuale
- Cristiano Cortellazzo - voce, testi
- Paolo D'Ambrosio - tastiere, samples-programming
- Federico Ceccato - basso

### Ex componenti
- Alberto De Rossi - chitarra
- Davide Devito - batteria
- Davide Pezzin - basso
- Massimo Zagnoni - chitarra
- Massimiliano Vitale - chitarra
- Alessandro Lupatin - batteria
- Franco Ongaro - basso

## Discografia

### Album studio
- 1996 – Mistonocivo
- 2002 – Virus
- 2004 – Edgar
- 2009 – Zerougualeinfinito
- 2010 – Redux (remastering di "Mistonocivo")
- 2017 – Superego

### Singoli
- 2002 - Blackout
- 2002 - L'arma giusta
- 2004 - Circling
- 2009 - Serpe
- 2015 - Arpa

### Live
- 2005 – Unplugged 139

## Video musicali
- 2002 - Blackout
- 2002 - L'arma giusta
- 2003 - Shvrentz
- 2004 - Insonnia
- 2004 - Error
- 2009 - Cash
- 2009 - Serpe
- 2016 - Arpa